# Аудитория СМИ
Аудитория СМИ — совокупность людей, пользующихся и привлекаемых определённым типом средств массовой информации (газетами, радио, телевидением, ресурсами Интернета), либо публика конкретного СМИ (периодического издания, радиостанции, телеканала, интернет-сайта), либо потребители единичного текста или медиатекста (радиопередачи, телепрограммы и т. п.).
Аудитория, как составная часть функционирующей системы журналистики, достаточно самостоятельна. Читателями, зрителями, слушателями становятся по собственной воле. Если определённый орган СМИ отвечает информационным запросам индивида, он остается в составе его аудитории.
С точки зрения социологии журналистики, аудитория определяется как совокупность людей – адресатов журналистских произведений, возникающая на основе общности их информационных интересов и потребностей, а также форм, способов и каналов их удовлетворения.
Аудиторию следует характеризовать как неопределенно многочисленную и качественно неоднородную группу людей, вступающих во взаимодействие со СМИ. Ключевым понятием в данном случае является взаимодействие – явление, выражающееся активно (прямое обращение к редакции с письмом или обсуждение телепередачи), и в значительно более обычной пассивной форме (потребление продукции редакционного производства).
Количественные и качественные исследования аудитории — важный элемент маркетинга СМИ, определения рекламной политики и проверки эффективности рекламы в СМИ. Они служат как самим издателям СМИ, так и рекламным агентствам и рекламодателям. Исследования аудитории СМИ с точки зрения маркетинга — составная часть медиаисследования. Один из важных количественных показателей аудитории СМИ — доля рынка (англ. market share).

## История
На Западе первые серьезные шаги в аудиторометрии осуществлялись в 20-30-х годах в США, когда возникла проблема определения объемов аудитории радиослушателей в зоне устойчивого приема сигнала. Тогда же сложились такие методы опроса, как анкетирование с высылкой анкет по почте и интервьюирование face-to-face . Чуть позже, с развитием телефонизации в США и в связи с осознанием того факта, что радиоинформация недолго задерживается в памяти слушателей, возникли две разновидности методик. Первая предполагала телефонный опрос в процессе прослушивания, вторая – на следующий день после выхода передачи в эфир. В тот же период возникли первые коммерческие социологические службы, специализировавшиеся исключительно на измерениях аудитории.
Тогда же сформировались первые методы исследования аудитории газет и журналов помимо регулярного анализа редакционной почты и отслеживания данных о сбыте тиража, один из этих методов предполагал выяснение узнаваемости марки издания. Респондентам предъявляли примерно десяток логотипов всевозможных изданий и просили ответить на ряд вопросов. Другой метод заключался в том, что респонденту предъявляли список изданий и выясняли, что он читал в них на протяжении определенного хронологического периода.
В Европе первый опыт в области аудиторометрии принадлежит британской государственной корпорации ВВС (Би-Би-Си), которая с середины 30-х годов ведет ежедневные замеры аудитории.
В начале 40-х годов в США произошло этапное событие. В эксплуатацию был введен прибор, называвшийся аудиометр. Он подключался к стационарному радиоприёмники и позволял фиксировать режим его работы. Таких аппаратов было изготовлено более 1000. Однако кризис этого сбора измерений возник с появлением переносных и автомобильных приёмников.
В 40-е годы ответом социологов на технические усовершенствования рынка стало введение новой опросной методики, именуемой дневниковой панелью. Её базовые особенности сохранились и по сей день. Суть в том, что определенное количество респондентов в течение недели заполняют опросные таблицы, созданные с учетом определённых социально-демографических характеристик и с учетом сетки вещания. Группа постоянных респондентов выбирается на коммерческой основе и с учетом определенных социально-демографических характеристик.
В 70-е годы появились приборы, позволяющие проводить измерения телеаудитории полуавтоматизированным электронным способом. Вначале это были пульты управления телевизорами. Кнопки пульта стали использоваться для фиксации не только самого факта включения, но и количества смотрящих зрителей. Прибор получил название «people meter» (ТВ-метр). На протяжении четверти века этот прибор постоянно совершенствовался, требуя всё меньше и меньше вмешательства со стороны телезрителя. На сегодня это самый совершенный и одновременно самый дорогостоящий способ измерения телеаудитории.

## Характеристики аудитории
В аудитории СМИ, как правило, «перемешиваются» несхожие по социально-демографическим признакам люди, и единственное, что их роднит, – это интерес к данному источнику информации.
Величина аудитории – показатель социальной значимости и масштабов влияния определённого источника информации. Завоевание всё более широкой аудитории для источников информации представляет один из важных практических результатов информационно-пропагандистской деятельности государства, различных общественных организаций и объединений граждан.
Одним из важнейших факторов, определяющих качественные характеристики аудитории – является уровень образования. Он оказывает прямое влияние на выбор аудиторией того или иного источника информации, степень понимания и использования содержания предлагаемой информации. Критерий образования не имеет, однако, универсального характера. Он по-разному преломляется в различных социальных условиях того или иного общества.
Выделяют первичную и вторичную аудиторию.
Первичная аудитория – это аудитория, получающая информацию непосредственно из СМИ. Первичная аудитория транслирует полученную из СМИ информацию для тех, кто непосредственно со СМИ не контактировал. Так образуется вторичная аудитория .

## Типология

### Аудитория прессы
Информация в прессе фиксируется на бумажном листе и воспринимается читателем «без посредников», способствует проявлению ряда важных свойств взаимоотношений прессы и аудитории. Во-первых, имеется возможность быстрого, обзорного ознакомления со всем репертуаром сообщений, включенных в номер или книгу, что в свою очередь даёт возможность получить первичную, целостную ориентацию во всём объеме и разнообразии информации. Во-вторых, можно пользоваться возможностями «отложенного чтения».
Основным методом измерения аудитории прессы является опрос по вчерашнему дню, как в форме личного интервью, так и в форме телефонного опроса (CATI). Для исследований аудитории в целом, применение телефонного метода затруднено необходимостью зачитывать по телефону списка вариантов, который для печатных изданий может насчитывать свыше сотни наименований. При этом часть изданий все еще не попадает в список, и из-за большей стандартизации процесса CATI опроса, не входит в анализ. Другой недостаток длинных списков изданий в телефонном опросе — влияние места в списке на степень вспоминания респондентов.
Основными параметрами при анализе аудитории прессы являются недавность (читал ли респондент издание в последний промежуток времени) и частотность (сколько из фиксированного числа последних номеров читал респондент); а также частота (интенсивность) прочтения и количество читателей одного экземпляра издания.
Для неежедневных изданий неприменим стандарт опроса по вчерашнему дню, для ежемесячных изданий малоинформативен и параметр недавности.

### Аудитория радио
Специфика радио состоит прежде всего в гигантской и разнообразной по составу аудитории слушателей и ещё в том, что передача воспринимается только на слух. Аудитория радио, так же, как и везде, делится на возрастные категории, расходится по интересам. Среди разнообразия радио-передач, каждый выбирает свою сетку вещания.
Здесь важна строгая, чётко рассчитанная на аудиторию программная политика, при хорошей реализации которой «наложение» необходимых для одной и другой аудитории передач будет минимальным. 
Основными методами измерения аудитории радио с середины XX века и до сих пор остаются дневниковая методика и опрос по вчерашнему дню. Из-за постоянного роста количества радиостанций (в первую очередь FM-радио) их дробления по нишам рынка, растет текучесть слушателей. Таким образом, радио становится довольно динамичным видом СМИ и данные по радиослушанию быстро устаревают.
Отдельная специфика имеется у исследований аудитории интернет-радио.
При измерении аудитории слушателей учитываются не только те люди, которые имеют радио дома, но и те, кто имеет его в автомобилях. Рекламодателей интересует не сам по себе технический охват радиостанции, а сколько человек её слушают. При измерении радиоаудитории используется термин PUR (people/persons using radio) – число людей, использующих радио. Аудитория радио не постоянна, и сильно колеблется в зависимости от сезона и времени суток. При оценке аудитории на радио оперируют понятиями рейтинг и доля. Часто в результатах исследований используются такой показатель, как аудитория вчерашнего дня. Постоянная аудитория обозначает число людей, слушающих радио не реже определённого количества раз в неделю. Отмечается внимательность слушания.
Daily reach – это охват ежедневной радиоаудитории.
Weekly reach – охват еженедельной аудитории.
Cover – охват аудитории.

### Аудитория телевидения
Телевидение обладает значительно большей эффективностью воздействия, чем печать и радио. Среди населения телевидение пользуется большей популярностью. В связи со своим широким и разнообразным спектром телеканалов, каждый человек выбирает себе свой «по вкусу». Жанровое и тематическое разделение каналов- позволяет удержать рейтинг и привлечь аудиторию. Кроме того, сетки вещания телеканалов стараются подстроить под личностные качества большинства масс.
Телевизионный рейтинг измеряется для конкретной телепередачи.
Первые измерения телевизионной аудитории в США опиралось на выборку для оценки рекламодателями спроса на телепрограммы и стоимости рекламного времени. В 1950 году Артур Нильсен перенес методику, разработанную им для аудитории радиовещания на аудиторию телевидения. Позже, в 60-х годах для измерения рейтинга Нильсена стал использоваться специальное электронное устройство — пиплметр, присоединяемое к телевизору, и ежедневно пересылающее собранные сведения по телефонным линиям на компьютеры компании, проводящей исследование. Рейтинг Нильсена опирался на сочетание данных от примерно 1700 установленных у постоянных телезрителей электронных устройств и на дневниковые записи группы переменного состава из 850 человек.
Часто применяемая единица измерения телевизионного рейтинга — очко (пойнт) телевизионного рейтинга (TVR, Television Ratings Point) — представляет 1 % от всех потенциальных телезрителей в данном районе в данный отрезок времени. Подсчитываются также TVR для отдельных демографических групп.
Другой показатель размера аудитории — GRP, Gross Rating Point, процент населения, который был подвергнут рекламному воздействию. Считается методом суммирования рейтингов каждого показа.
Телесмотрение того или иного канала может характеризоваться несколькими параметрами:
- общее телесмотрение населением;
- телесмотрение определенной группой населения;
- среднее ежемесячное телесмотрение;
- среднее ежедневное телесмотрение;
- телесмотрение конкретного канала;
- телесмотрение конкретной передачи;
- телесмотрение определенного промежутка времени;
- динамика временных изменений в аудитории;
- и т.д.

### Аудитория интернет-сайтов
В зависимости от рассматриваемых временных рамок или регулярности посещений выделяются разные виды аудитории сайта: максимальная аудитория, нерегулярная аудитория, постоянная (недельная или месячная), активная аудитория, ядро аудитории. Количественные оценки этих групп интернет-пользователей учитываются веб-аналитикой. Максимальная аудитория сайта за определенный период времени соответствует одному из основных показателей посещаемости сайта — количеству уникальных посетителей.
Основным методом качественного исследования аудитории интернет-ресурса является онлайн-опрос, проводимый по электронной почте, или размещённый непосредственно на сайте.
Существенными особенностями интернет-аудитории являются во-первых, её активность, когда интерактивность интернет-среды позволяет не только потреблять, но и производить медиапродукт, а во-вторых, лёгкость, с которой члены аудитории могут общаться и налаживать связи между собой.

## Методы исследования
На практике исследование аудитории осуществляется тем или иным методом опроса населения, т.е. обращения с вопросами к населению в целом или к определенной группе людей для получения как фактической информации, так и субъективной — мнений, оценок, предпочтений и др.
По периодичности медиаисследования, т.е. исследования по измерению аудитории, бывают
- разовые (проводятся один раз и все);
- волновые (проводятся периодически «волнами», обычно с равными промежутками времени между волнами, периодичность — обычно не чаще раза в квартал);
- непрерывные (проводятся постоянно в течение длительного промежутка времени).

По способу получения данных
- опросные (респондента опрашивают при помощи интервью, дневников, анкет. В любом случае в опросе так или иначе принимает участие интервьюер),
- аппаратные (человек — интервьюер — полностью исключён из процесса опроса. Респондент взаимодействует с прибором, который и снимает данные о его поведении).

Еще одна важная классификация — по длительности отношений с респондентом
- панельные (респондент опрашивается регулярно, в течение какого-то срока); панель — группа людей, отобранная для проведения исследования.
- с переменным составом респондентов (в выборке каждый раз новые люди).[11]

Один из первых методов в этой области — исследование дневниковых записей изучаемой аудитории об их предпочтениях (для радио — времени и месте прослушивания). Метод требует создания постоянной группы респондентов, страдает от высокой сложности (необходимость вести постоянный дневник), субъективности, но позволяет достигать высокой детализации мнений о медиапродукте — учитывать мнения о каждой в отдельности песне, серии и т. п.
Другой метод основан на опросах выборки населения о вчерашнем дне. При этом опрос может быть по методу проведения телефонным или в форме личного интервью, по периодичности — разовым, повторным (волновым) или постоянным, а сама выборка — постоянной (панель) или переменной. Телефонный опрос имеет преимущества меньшей стоимости, позволяет опрашивать большую по размеру выборку и включать в неё группы населения, хуже доступные для личных интервью. Телефонный опрос в последние десятилетия получил форму CATI (Computer Assisted Telephone Interview, «телефонное интервью с помощью компьютера»), когда интервьюеры, проводящие опрос, сразу вводят ответы в компьютер и дальнейшая обработка производится специализированной компьютерной программой. При этом применяются более стандартизованные, чем при личном интервью, вопросы.
Аппаратный метод применяется, как правило, при исследовании аудитории телевидения и базируется на специальном электронном оборудовании (пиплметр), устанавливаемом у постоянной выборки телезрителей для контроля за просмотром конкретных телеканалов и телепрограмм.
Исследовательские компании используют разные методологии в зависимости от того, где и когда используются СМИ, а также от стоимости сбора данных. Все эти методы включают в себя выборку, то есть отбор репрезентативной выборки населения и регистрацию их использования средств массовой информации, которые затем экстраполируются на население в целом.

### Измерение аудитории
Первой компанией, предлагавшей измерения аудитории СМИ (радио) в реальном времени был основанный в 1942 году Бразильский институт общественного мнения и статистики.
В большинстве стран рекламная индустрия через свои ведущие отраслевые ассоциации поддерживает одну исследовательскую компанию в области СМИ в качестве официального поставщика услуг по измерению аудитории. Методология, используемая официальным провайдером, затем становится известна как «отраслевая валюта» в измерении аудитории. Представители отрасли финансируют исследования аудитории и делятся результатами. В некоторых странах, где отрасль более фрагментирована или где нет четко выраженной отраслевой ассоциации, две или более конкурирующие организации могут предоставлять услуги по измерению аудитории. Говорят, что в таких странах нет «отраслевой валюты».
Сеть Kantar Media (включая TNS) в настоящее время измеряет теле-, радио- и интернет-аудиторию в более чем 40 странах. Также она около 20 лет предоставляла такие услуги в России. После законодательных новаций 2016 года, TNS ушла с российского рынка, оставшись миноритарным акционером и поставщиком технологии измерений для российского юридического лица, 80% которого было продано ВЦИОМ. В 2022 компания полностью вышла из этого бизнеса в России.
Nielsen Media Research также очень активно предоставляла данные радиоопросов по всему миру, собирая показатели телеаудитории в 27 странах, используя технологии счетчиков ей в более чем 58 000 домов. GfK, компания, занимающаяся глобальными исследованиями рынка, предоставляет аналогичные услуги по измерению медиа в Европе и других частях мира.

### Социология аудитории
Существует два подхода к аудитории в теории средств массовой информации: с точки зрения теории коммуникации и эмпирический.
В рамках теоретико-коммуникативного подхода последовательно сменились три концепции. В 1930-х — 1950-х годах аудитория понималась как совокупность разрозненных, анонимных и пассивных потребителей сообщений, а массовая коммуникация определялась как однонаправленный процесс. В 1950-х — 1970-х годах в аудитории увидели совокупности малых групп, члены которых связаны между собой информационным взаимодействием. Процесс восприятия коммуникации аудиторией перестал рассматриваться как полностью пассивный, и стал рассматриваться как двухступенчатый: от СМИ к «лидерам мнений» и уже в их интерпретации — к остальным членам малых групп. Внимание исследователей привлекла обратная связь от аудитории к СМИ. С 1970-х годов аудитория рассматривается как постоянно изменяющаяся социальная общность, а члены аудитории — как совершающие активный выбор.
В рамках эмпирического подхода аудитория рассматривается с маркетинговой (экономической) либо пропагандистской (политической) точек зрения. Этот подход рассматривает аудиторию, как ресурс, объект воздействия в рекламных или PR-кампаниях. СМИ, привлекая в свою аудиторию ту или иную долю населения, предлагают этот ресурс для использования заказчикам. Этот подход привел к развитию методов количественного исследования аудитории, а в области качественных исследований — к развитию методик эмпирического изучения закономерностей в поведении.

### Отношение аудитории к СМИ
Многообразие форм проявления отношения к СМИ: мотивы обращения к ним, тематические интересы, предпочтения, ожидания, оценки, пожелания — не получили законченного описания на теоретическом уровне. Это, как отмечалось, отчасти связано с тем, что в отличие от поведения аудитории, исследование мотивационной сферы — многообразных проявлений внутреннего, субъективного отношения к СМИ — не стандартизировано. Здесь большая свобода для
авторов исследований и в постановке задач, и в выборе показателей, и в технике получения информации. Отношение изучается и количественными, и качественными методами (через глубинное интервью, фокус-группы, в таких случаях фиксируются не статистические показатели, а виды суждений опрашиваемых).
В отличие от теоретиков, читатели, слушатели, зрители не обязаны рассуждать о функциях СМИ. К тому же использование этих источников настолько рутинно, что странно было бы каждый раз задумываться в привычной ситуации, зачем это делаешь. Но вместе с тем у многих есть своё представление о том, зачем им и другим это может быть нужно, — мотивация выбора каналов массовой информации. Иногда это не совпадает: например, в ряде проведенных ранее опросов многие респонденты утвердительно отвечали на вопросы типа: «Должны ли печать, радио, телевидение влиять на людей, формировать правильное представление о происходящем?». Но если вопрос ставился так: должны ли они влиять на самого опрашиваемого — чаще мог быть получен отрицательный ответ, поскольку никто не хочет быть объектом идеологического влияния, оставляя это для других.